# 嘆きのテレーズ
『嘆きのテレーズ』（なげきのテレーズ、Thérèse Raquin）は1953年のフランスのサスペンス映画。監督はマルセル・カルネ、出演はシモーヌ・シニョレとラフ・ヴァローネなど。エミール・ゾラの1867年の小説『テレーズ・ラカン』（原題同じ）を原作とし、舞台を現代（映画公開当時）に翻案した作品である。
1953年のヴェネツィア国際映画祭で銀獅子賞（当時は、最高賞である金獅子賞にノミネートされた複数の作品に対して授与される準グランプリに相当する賞）を受賞している。

## キャスト
※括弧内は日本語吹替（初回放送1968年3月14日『木曜洋画劇場』）
- テレーズ・ラカン: シモーヌ・シニョレ（友部光子）- リヨンで生地屋を営む女性。
- ローラン: ラフ・ヴァローネ（中村正）- イタリア人のトラック運転手。
- カミーユ・ラカン: ジャック・デュビー（千葉耕市）- テレーズの従兄で夫。病弱。
- ジョルジェット: マリア・ピア・カジリオ（西乃砂恵）- 安宿の若い女中。
- リトン: ローラン・ルザッフル（愛川欽也）- 復員水兵。テレーズを脅迫。
- ラカン夫人: シルヴィー（フランス語版） - テレーズの姑。両親を亡くしたテレーズを引き取って育て、溺愛する息子カミーユの嫁にした。

## エピソード
イタリア人であるラフ・ヴァローネのフランス語の台詞は吹き替えの予定だったが、ヴァローネがそれを拒否したため、イタリア人の設定に変更された。
撮影期間は1953年3月2日から同年4月28日。